# ISTI

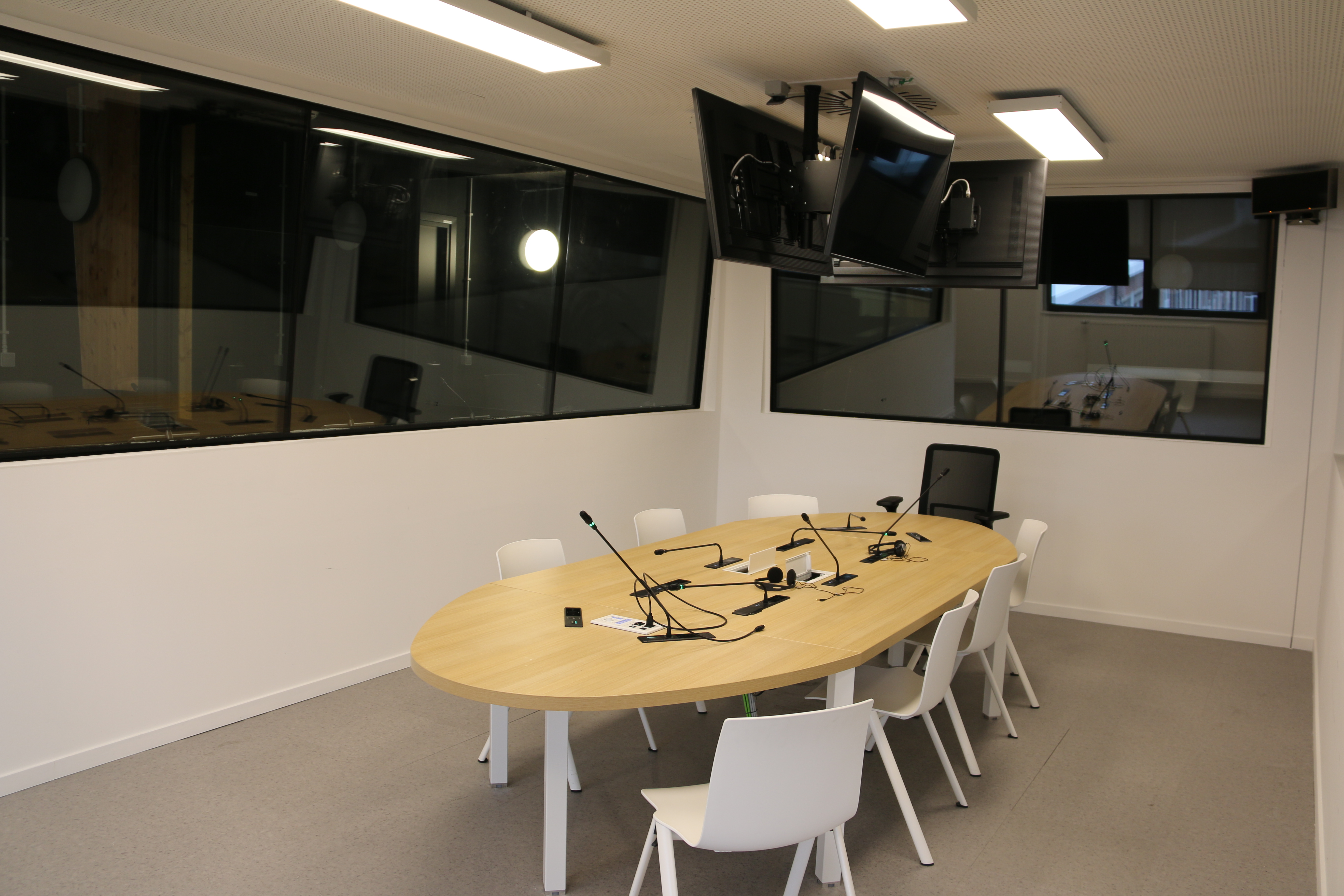
Tolkcabines tolkopleiding ISTI, ULB Campus Solbosch

Het Institut Supérieur de Traducteurs et Interprètes (École de Traduction ISTI-Cooremans)  is de tolk- en vertaalopleiding (departement Vertalen en Tolken) van de Université libre de Bruxelles. 

## Geschiedenis
De tolk- en vertaalopleiding werd opgericht in 1958. Ze maakte toen deel uit van de Brusselse hogeschool Haute École Francisco Ferrer en is sinds 2015 een onderdeel van de Université libre de Bruxelles. De opleiding maakt deel uit van CIUTI (Conférence internationale permanente d'instituts universitaires de traducteurs et d'interprètes). De tolk- en vertaalopleiding verhuisde in 2022 naar de Campus Solbosch van de ULB.

## Opleidingen
Er worden bacheloropleidingen aangeboden in toegepaste taalkunde en masteropleidingen in vertalen en tolken (conferentietolken). Studenten kiezen uit Nederlands, Engels, Duits, Spaans, Italiaans, Russisch.